# Molanna moesta
Molanna moesta is een schietmot uit de familie Molannidae. De soort komt voor in het Oriëntaals en het Palearctisch gebied.